# 극장판 시티헌터: 신주쿠 프라이빗 아이즈
《극장판 시티헌터: 신주쿠 프라이빗 아이즈》(일본어: 劇場版シティーハンター 〈新宿プライベート・アイズ〉)는 2019년에 공개한 일본의 애니메이션, 액션, 코미디, 드라마 영화로, 코다마 켄지이 감독을 맡았다.

## 줄거리
뒷세계 제일의 솜씨를 뽐내는 시티헌터 사에바 료. 보통은 신주쿠에서 파트너 마키무라 카오리와 함께 의뢰를 수행한다.
거기에 누군가의 습격을 당하던 모델 신도 아이가 보디가드를 해달라고 의뢰하고, 미녀 의뢰인이라 흔쾌히 수락한 료. 촬영 스튜디오에서 엿보기를 하면서 언제나처럼 못코리를 노린다.
아이가 캠페인 모델을 하는 IT기업의 사장, 미쿠니 신지는 카오리의 소꿉친구. 촬영 현장에서 오랜만에 만난 두 사람은 데이트를 하게 되지만, 료는 카오리를 내버려둔 채 아이한테만 관심을 보인다.
한편, 우미보우즈와 미키는 웬 용병들이 신주쿠에 모여들고 있다는 정보를 입수한다. 그 용병들은 아이를 노리고 있다. 적의 정체를 조사하던 사에코가 맞닥뜨린 거대한 음모. 일본에 오는 무기상 재벌 빈스 잉그라드와 최신 무기.
미쿠니의 등장과 함께, 서로 어긋나는 료와 카오리. 과연 시티헌터는 의뢰인 아이와 신주쿠를 지켜낼 것인가?

## 출연

### 주연
- 카미야 아키라 : 사에바 료 역 (목소리)
- 이쿠라 카즈에 : 마키무라 카오리 역 (목소리)
- 겐다 테쇼 : 우미보즈 역 (목소리)

### 조연
- 코야마 마미 : 미키 역 (목소리)
- 이토요 마리에 : 아이 신도 역 (목소리)
- 토다 케이코 : 히토미 키수기 / 루이 키수기 역 (목소리)
- 사카모토 치카 : 아이 키수기 역 (목소리)
- 아사가미 요코 : 사에코 노가미 역 (목소리)
- 야마데라 코이치 : 오쿠니 신지 역 (목소리)
- 오오츠카 호츄 : 빈스 인그라드 역 (목소리)
- 토쿠이 요시미 : 니코타 역 (목소리)

## 수입사
- (주)퍼스트런

## 수상
- 2019년 제9회 북경영화제 애니메이션